# Commissione per la pubblicazione delle liste dei fiduciari OVRA
La Commissione per la pubblicazione delle liste dei fiduciari OVRA fu una commissione ministeriale creata nel dopoguerra per pubblicare i nominativi dei fiduciari dell'OVRA, sigla non ufficiale con cui era denominata la polizia politica del regime fascista.

## Storia

### La prima Commissione "Cannarsa"
La prima "Commissione per la pubblicazione delle liste dei confidenti dell'OVRA", nota anche come "Commissione Cannarsa", veniva istituita con Decreto Ministeriale del 6 febbraio 1946, col compito di formare un elenco nominativo di (presunti) confidenti dell'OVRA che poi il Ministero dell'Interno avrebbe dovuto far pubblicare sulla Gazzetta Ufficiale.
Ne erano componenti:
1. già Segretario Generale dell'Alto Commissariato per le Sanzioni contro il Fascismo Spartaco Cannarsa, Presidente, nominato dall'Alto Commissario per le Sanzioni contro il Fascismo Pietro Nenni;
2. Questore Enrico Morazzini, Membro, nominato dal Ministro dell'Interno Giuseppe Romita;
3. Giudice di Tribunale Massimo Severino, Membro, nominato dal Ministro di Grazia e Giustizia Palmiro Togliatti.

La Commissione si giovò del lavoro fatto per l'identificazione dei fiduciari da parte del neo costituito Ufficio speciale per le sanzioni contro il fascismo, dipendente esclusivamente dalla Presidenza del Consiglio, cui erano state cedute le attribuzioni del disciolto Alto Commissariato per le Sanzioni contro il Fascismo.
Dell'Ufficio speciale per le sanzioni contro il fascismo ne erano componenti:
1. Pasquale Carugno, Direttore;
2. Magistrato Ruta;
3. Magistrato Giudice del Tribunale di Reggio Emilia Antonio Iannaccone;
4. Giudice di Tribunale Donato Curcio (futuro segretario della Commissione per l'esame dei ricorsi dei confidenti dell'OVRA);
5. Magistrato Ponzi;
6. Magistrato De Martino;
7. Magistrato Milanese;
8. Sostituto Procuratore della Procura della Repubblica di Roma Romolo Gabrieli;
9. Magistrato Caracciolo;
10. Commissario Aggiunto della Pubblica Sicurezza Delfo Scienza;
11. Commissario della Pubblica Sicurezza Fontana.

Il 13 aprile 1946 l'Ufficio di Carugno trasmise al Ministero dell'Interno un primo elenco di 400 fiduciari diretti identificati e il 27 aprile 1946 un secondo elenco di 327 fiduciari diretti.
La Commissione Cannarsa certificò la validità dei nomi e i primi 622 nominativi furono pubblicati Supplemento Ordinario alla Gazzetta Ufficiale della Repubblica Italiana n° 145 del 02.07.1946. Dopo di che la Commissione fu sciolta.
Da quell'Elenco di 622 nominativi erano stati esclusi dalla pubblicazione, ai sensi del Regio Decreto Legge n° 424 del 25 maggio 1946:
1. i funzionari della Pubblica Sicurezza;
2. le persone nel frattempo decedute (ma non semplicemente disperse).

Si concedevano 60 giorni di tempo alle persone inserite nell'Elenco provvisorio (o a loro familiari) per presentare ricorso.
Si poteva ottenere la cancellazione, oltre che per i 2 citati motivi, dando dimostrazione positiva (con una inversione dell'onere della prova):
- "di non essere stato confidente dell'OVRA" o, in subordine
- "di non aver svolto attività informativa politica nell'interesse del regime fascista".

Ai fini dell'inserimento, e della cancellazione, negli elenchi dei confidenti, il termine "OVRA" fu interpretato estensivamente, includendo oltre all'OVRA propriamente detta, anche:
- la MVSN - Milizia Volontaria per la Sicurezza Nazionale;
- la Polizia Politica;
- ogni altra branca del Regime fascista.

### La seconda Commissione "Brugner"
La seconda "Commissione per la pubblicazione delle liste dei confidenti dell'OVRA", nota anche come "Commissione Brugner", veniva istituita nell'agosto 1946, col compito di formare un elenco nominativo di (presunti) confidenti dell'OVRA che poi il Ministero dell'Interno avrebbe dovuto far pubblicare sulla Gazzetta Ufficiale, su sollecitazione dell'Ufficio speciale per le sanzioni contro il fascismo, per esaminare delle nuove liste di confidenti (quelle dei confidenti e fiduciari regionali delle dieci Zone OVRA).
Alla "Commissione Brugner" venne inoltre affidato il compito di esaminare preliminarmente i ricorsi contro l'iscrizione negli elenchi provvisori pubblicati nel luglio del '46. 
Ne erano componenti:
1. Renato Brugner, del Partito d'Azione, Presidente, nominato con Decreto del Presidente del Consiglio;
2. Pretore Antonio Peppe, Membro;
3. Ispettore Generale della Pubblica Sicurezza Enrico Morazzini, ultimo membro superstite della prima Commissione "Cannarsa".

Il ricorso, quindi, prima di essere inoltrato alla cosiddetta "Commissione Cataldi", cioè alla Commissione per l'esame dei ricorsi dei confidenti dell'OVRA, veniva esaminato dalla "Commissione Brugner" la quale formulava le proprie osservazioni e il proprio parere circa l'accoglimento o il rigetto. Dopo di che, la commissione per i ricorsi emetteva il proprio inappellabile giudizio. 
Quanto alla individuazione di altri confidenti OVRA, la "Commissione Brugner", in circa un anno di lavoro, riuscì a predisporre 5 liste contenenti, complessivamente, 390 nominativi di confidenti e fiduciari delle 10 zone OVRA, che non vennero però mai resi pubblici dalla Presidenza del Consiglio (ma oggi riportati nell'opera di Canali citata in bibliografia).
La Commissione rassegnò le dimissioni nel settembre del 1947.